# Laže
Laže – wieś w Słowenii, w gminie Divača. W 2018 roku liczyła 93 mieszkańców.